# Trachymyrmex nogalensis
Trachymyrmex nogalensis is een mierensoort uit de onderfamilie van de Myrmicinae. De wetenschappelijke naam van de soort is voor het eerst geldig gepubliceerd in 1951 door Byars.